# سامسونگ گلکسی آ۸۰
سامسونگ گلکسی آ۸۰ (به انگلیسی: Samsung Galaxy A80) یک فبلت است که توسط سامسونگ تولید شده اما با فروش کم شکست خورد و در ۲۹ مه ۲۰۱۹ میلادی در یک رویداد مطبوعاتی رونمایی شد.
گلکسی آ ۸۰ از فناوری سلفی مشترک یا دوربین pop-up با نمایشگر بهره می‌برد. این فناوری موجب می‌شود تا به جای دو دوربین، از یک سری دوربین برای کل گوشی استفاده شود و دوربین ۴۸ مگاپیکسلی این تلفن همراه به صورت ۳۶۰ درجه می‌چرخد به سمت جلو یا عقب گوشی و عکس می‌گیرد.  کاربران در ردیت خرابی چرخنده اش را گزارش دادند
حسگر اثر انگشت این گوشی از نوع Optical و درون نمایشگر است و همگام با پردازنده اسنپ‌دراگون ۷۳۰ عمل می‌کند.
گلکسی آ۸۰ با اندروید ۹ pie همراه با رابط کاربری One UI و حافظه داخلی ۱۲۸ گیگابایت و رم ۸ گیگابایت و باتری ۳۷۰۰ میلی‌آمپری عرضه شد.